# 1208 (band)
1208 (In het Engels uit te spreken als "twelve-o-eight" of "twelve-zero-eight") is een Amerikaanse punkband uit Hermosa Beach, gevormd in 1994.
De band heeft tot nu toe twee studioalbums uitgegeven op het label Epitaph Records. In 2006 heeft 1208 online aangekondigd bezig te zijn met een nieuw album, maar sindsdien is er geen nieuws geweest en kortgeleden is hun officiële website uit de lucht gehaald.
De naam 1208 komt van het nummer van het appartement dat de bandleden ooit deelden. De zanger, Alex Flynn, is een neef van Greg Ginn, mede-oprichter van de hardcore punk-band Black Flag.

## Discografie

### Studioalbums
- Feedback is Payback (2002, Epitaph Records)
- Turn of the Screw (2004, Epitaph Records)

### Singles
- "Scared Away" van het album Feedback Is Payback
- "Jimmy" van het album Feedback Is Payback
- "Next Big Thing" van het album Turn of the Screw

### Videoclips
- "Jimmy" (2002)
- "Next Big Thing" (2004)